# Crioulo do Fogo
| Crioulo do Fogo | Crioulo do Fogo                                             |
| --------------- | ----------------------------------------------------------- |
| Falado em:      | Fogo em Cabo Verde                                          |
| Total falantes: | approx. 45.000 ver 50.000                                   |
| Classificação:  | Crioulo cabo-verdiano Crioulos de Sotavento Crioulo do Fogo |

O Crioulo do Fogo é um dialecto do crioulo cabo-verdiano, pertencendo ao grupo dos crioulos de Sotavento, falado sobretudo na ilha do Fogo.
Estima-se que é falado por 3,70% da população em Cabo Verde, mas esse número pode ser ligeiramente maior devido à migração interna nas ilhas. A esse número deverão ser acrescentados os falantes em comunidades emigrantes no estrangeiro.

## Características
Para além das características gerais dos crioulos de Sotavento o crioulo de Fogo ainda tem as seguintes características:
- O aspecto progressivo do presente é formado colocando stâ antes dos verbos: stâ + V.
- O som /õ/ (derivado do português /ɐ̃w/ escrito ão) está representado por /ɐ̃/. Ex. coraçã em vez de coraçõ «coração», mã em vez de mõ «mão», razã em vez de razõ «razão».
- O som /l/ muda para /ɾ/ quando está em fim de sílaba. Ex. ártu em vez de áltu «alto», parpâ em vez de palpâ «apalpar», burcã em vez de vulcõ «vulcão».
- O som /ɾ/ desaparece quando está em fim de palavra. Ex.: lugá’ em vez de lugár «lugar», midjô’ em vez de midjôr «melhor», mudjê’ em vez de mudjêr «mulher».
- Os ditonogos (orais ou nasais) são geralmente monotongados. Ex.: mã’ em vez de mãi «mãe», nã’ em vez de nãu «não», pá’ em vez de pái «pai», rê’ em vez de rêi «rei», tchapê’ em vez de tchapêu «chapéu».
- O som /a/ pré-tónico é velarizado na proximidade de consoantes labias ou velares. Ex.: badjâ «dançar» pronunciado [bɒˈʤɐ], cabêlu «cabelo» pronunciado [kɒˈbelu], catchô’ «cão» pronunciado [kɒˈʧo].

Vocabulário
Gramática
Alfabeto